# Бернський трамвай
Бернський трамвай — один з видів громадського транспорту в Берні. 
Трамвайна мережа складається з трьох маршрутів і є найменшою трамвайною мережею Швейцарії (якщо не брати до уваги трамвай у Риффельальп). Бернський трамвай і інші види міського громадського транспорту в Берні експлуатуються організацією Bernmobil.

## Історія

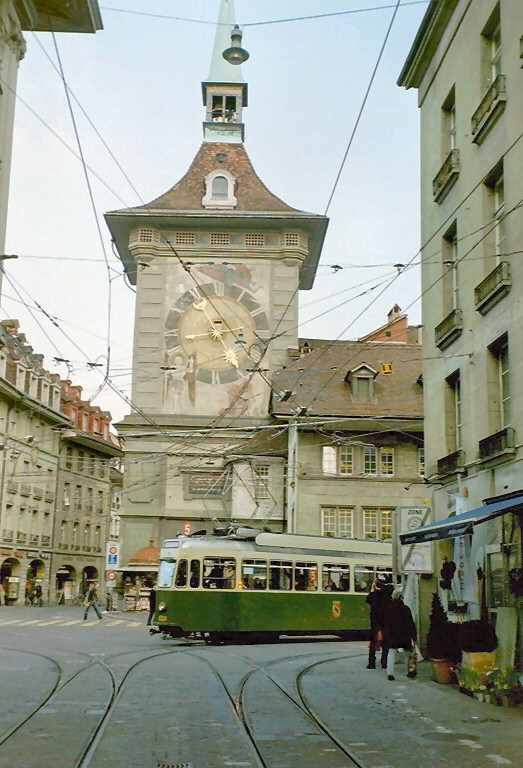
Старий трамвай у старій лівреї (кремово-зеленій) на тлі годинникової вежі (Zyglogge)

Трамвай у Берні було відкрито 1 жовтня 1890 року. Спочатку використовувалися пневматичні трамваї (тобто трамваї, які працювали на стиснутому повітрі). З 1894 року в місті також став діяти паровий трамвай. До 1902 року вся трамвайна мережа Берна була електрифікована.
Берн рано розпочав експлуатацію низькопідлогових трамваїв. Перша серія низькопідлогових трамваїв (тип Be 4/8, № 731-742) розпочала експлуатуватися в 1990 році. Друга серія - трамваї Siemens Combino. З 22 червня по 9 липня 1999 року проводилися випробувальні поїздки трамвая по всій мережі. Експеримент було визнано вдалим, і в листопаді 2000 року міська рада прийняла ухвалу про закупівлю трамваїв Combino. У квітні замовлення було передано Siemens. Перший трамвай Combino було передано в Берн в листопаді 2002 року. Експлуатація цього трамвая розпочалася за два дні до Різдва на маршруті № 3. Проте незабаром з'ясувалося, що новий трамвай занадто важкий для старого моста Кірхенфельдбрюкке, по якому проходить траса маршруту № 3, і з лютого 2003 року новий трамвай використовувався на маршруті № 9. Трамвай Combino повернувся на маршрут № 3 1 квітня 2003 року, після того, як були завершені роботи по посиленню моста.
У 2000 році міське транспортне підприємство було перейменовано в Bernmobil. Одночасно було проведено ребрендинг. Колір забарвлення міських трамваїв, автобусів і тролейбусів було змінено з кремово-зеленого на червоний. Першим був перефарбований трамвай Be 4/8 № 731 .
17 червня 2007 року виборці кантону Берн схвалили інвестиційний кредит, необхідний для запропонованого розширення. 
1 квітня 2008 року почалися будівельні роботи на новій лінії довжиною 6,8 км. 
Нова лінія починається на перехресті на Кауфменнішер-Фербанд і прямує до підземного переходу Бюмпліц, де розгалужується на лінію 7 до Бюмпліц і лінію 8 до Бруннен. Наприкінці вересня 2010 року будівельні роботи були завершені.
Нову лінію було введено в експлуатацію відповідно до зміни розкладу 12 грудня 2010 року 
 
Одночасно лінію G до Ворба було перейменовано на лінію 6 і продовжено до Фішерметтелі. 
Безпосередньо перед перейменуванням лінія G була останньою з ліній Бернської транспортної мережі, яка позначалася літерою. 
Концесія на цю лінію була передана «Bernmobil» 30 листопада 2010 року, за пару тижнів до змін мережі. 

## Опис мережі
Ширина колії - 1000 мм.
Маршрути на 2013
| Лінія | Маршрут                          | Тип                  | автобусна зупинка | Довжина   | Час в дорозі |
| ----- | -------------------------------- | -------------------- | ----------------- | --------- | ------------ |
| 3     | Bern Bahnhof – Weissenbühl       | Радіальний маршрут   | 07                | 02.067 km | 9 / 8 хвилин |
| 6     | Fischermätteli – Worb Dorf       | Крос-міський маршрут | 24                | 13.067 km |              |
| 7     | Bümpliz – Ostring                | Крос-міський маршрут | 23                | 08.109 km |              |
| 8     | Brünnen Westside Bahnhof – Saali | Крос-міський маршрут | 27                | 10.383 km |              |
| 9     | Wabern – Wankdorf Bahnhof        | Крос-міський маршрут | 21                | 05.958 km |              |

## Рухомий склад на 2023
|  | Тип                              | Кількість | №                 | Рік будівництва                                | Виробництво          |
|  | -------------------------------- | --------- | ----------------- | ---------------------------------------------- | -------------------- |
|  | Be 4/10 Tram 2000 Під орудою RBS | 09        | RBS 81–89         | 1987–1988 як Be 4/8, а також як Stadler у 2010 | SWP / SIG / ABB      |
|  | Be 4/8                           | 12        | 731–742           | 1989–1990                                      | Vevey / ABB / Duewag |
|  | Be 4/6 Combino Advanced          | 07        | 753–759           | 2002–2004                                      | Siemens              |
|  | Be 6/8 Combino Advanced          | 08        | 751, 752, 760–765 | 2002–2004 as Be 4/6, extended 2009             | Siemens              |
|  | Be 6/8 Combino Classic           | 21        | 651–671           | 2009–2010                                      | Siemens              |
|  | Tramlink                         | 27        | 911–              | 2022–                                          | Stadler              |

## Ресурси Інтернету
- Infotram:rozbudowa tramwajów w Bernie
- urbanrail.net [Архівовано 20 червня 2016 у Wayback Machine.]
- spis linii komunikacji miejskiej w Bernie na stronie przewoźnika [Архівовано 12 червня 2016 у Wayback Machine.]